# Grobog Kulon
Grobog Kulon is een bestuurslaag in het regentschap Tegal van de provincie Midden-Java, Indonesië. Grobog Kulon telt 6077 inwoners (volkstelling 2010).